# Emisijska dobit
Emisijska dobit (fra. seignorage) predstavlja razliku između troškova tiskanja novca (notalnog i kovinskog) i njegove nominalne vrijednosti.